# 소샤반
소샤반(奏者番)은 에도 시대의 관직명이다. 명절날 쇼군을 알현하는 다이묘의 이름과 진상품을 아뢰고 쇼군의 하사품을 전달하는 역할을 맡았다.
주로 후다이 다이묘 중에서 임명되었고, 그 인원수를 규정으로 딱히 정하지는 않았다. 대부분 다이묘들에게는 출세의 등용문격인 직무였으며, 소자반 중 4명은 막부의 다른 관직을 겸임하였다. 1862년의 분큐 개혁 때 폐지되었다. 

## 같이 보기
- 봉행 (일본사)